# 芦名ほのか
芦名 ほのか（あしな ほのか、2000年11月11日 - ）は、日本のAV女優。Bstar所属。

## 略歴
2022年9月に「新人 溢れる色気は隠さない 芦名ほのか 26歳 AV DEBUT」で「DAHLIA」からAVデビュー。
2025年5月には、埼玉県・しらこばと水上公園で行われたプール撮影会『TREND GIRLS撮影会2025』に参加。

## 人物
- AVデビューする前は美容部員として働いていた[5]。
- 普段はお風呂が好きで、小学生からサウナを楽しんでいる[6]。
- 高校生の時からメイクを始めた[7]。
- 18歳の時に初体験をした[8]。
- 初体験以来、20回セックスの時オーガズムを感じた[9]。
- 20歳の時、セックストイを購入して使っている[10]。

## 作品

### アダルトビデオ

#### DAHLIA専属期間
DAHLIAは『配信特化型AVメーカー』を掲げたメーカーであるため、配信開始日も記載しています。
- 新人 溢れる色気は隠さない 芦名ほのか 26歳 AV DEBUT（8月27日配信開始、9月22日DVD発売）
- 色気に満ちた京美人の欲望が溢れ出す初体験3本番 芦名ほのか（9月24日配信開始、10月20日DVD発売）
- 「狂うほど抱いて欲しい…」本性を曝け出す淫密セックス（10月30日配信、11月23日DVD発売）
- 妻不在の2日間、営業先の即イキ敏感おま○こ持ちOLを自宅に連れ込み繰り返したゲス不倫SEX（11月27配信開始、12月22日DVD発売）
- 押しに弱い巨乳美容部員が子宮の按摩でエビ反りポルチオイキさせられるオイルマッサージ 感度過剰で道を歩くだけでもアソコが濡れてしまう痴漢施術（12月25日配信開始、2023年1月26日DVD発売）

- 「シタくなちゃった…」 恋人でもセフレでもないこんなお姉さんとヤってみたいを叶える夢のマッチングシチュエーション 春だから性欲大放出!! いきなり最高潮SEX 芦名ほのか 詰め合わせ5ストーリー（1月29配信開始、2月23日DVD発売）
- 「じゃあ… 一回、だけだよ…」僕の寝取られ願望のため、会社の先輩に健気に寝取られる最愛の彼女 奇跡的に相性バッチリなチ○ポに跨り「ごめん、ごめんね」と謝罪イキする絶望絶頂騎乗位（2月26日配信開始、3月23日DVD発売）
- 肉感ボディの出張看護師・芦名ほのかをデリバリー! 性欲過多でお悩みの男性限定! 純度100%のエロフェロモンが絶倫ち○ぽを発射無制限で癒します!（3月26日配信開始、4月20日DVD発売）
- 満たされない人妻の禁断不倫SEX 同じコンビニで働く男子大学生と汗だくで交わり続けた熱い冬… 芦名ほのか（5月27配信開始、6月22日DVD発売）
- メンズエステに行ったら親友の彼女だった ～奉仕の歓びでスイッチが入り精液が出なくなるまでヌイてくれる極上お○んぽマッサージ～ 芦名ほのか（6月24日配信開始、7月20日DVD発売）
- 「大好きな弟を私のものに…」 彼女が出来たばかりの弟に溢れそうな巨乳を見せつけて姉が誘惑 猿になるくらい挟み舐めさせ溺れさせた禁断溺愛SEX 芦名ほのか（7月29日配信開始、8月24日DVD発売）
- 乳首イキを誘発するニップルドラッグを使われ何度も連続イキするまで乳首開発された女教師 芦名ほのか（8月29日配信開始、9月21日DVD発売）

#### 企画単体期間
- 極極極壁肉便器 VIPファン限定♡ 雌穴開放デー 芦名ほのか（2月28日、TMA）
- 悶絶暴発7発射! 甘サド誘惑痴女 巨乳ギャルが陰キャ童貞男子をホテルに連れ込み優しい淫語で凄テク筆おろし 芦名ほのか（3月4日、ABC/妄想族）
- デカ尻で無意識に誘惑してしまう訪問看護師 芦名ほのか（3月20日、プラネットプラス/七狗留）
- マジックミラー号ハードボイルド 崖っぷち借金女ADがJDティッ〇トッカーと野球拳勝負! in埼玉 負けたら即AVデビューor中出しSEX! 経費を使い込み図太ぃマ〇コパワー（ZMP）で素人娘を泣かす迄 勝ちまくった女ADはカメラ前で股を開いてしまうのか?（3月20日、サディスティックヴィレッジ）
- 旦那では味わえない究極の快楽をください。 インモラルどM妻 芦名ほのか（3月21日、KANBi）
- 一人暮らしを始めた弟の部屋で巨乳の姉が谷間で誘う筆おろし（3月28日、TMA）
- ストリートスナップを撮らせてくれた巨乳美女にどこまで脱いで、どこまでヤラせてくれるのか交渉してみたat新宿（4月1日、ナンパJAPAN）※「きこちゃん」名義
- 親戚の結婚式… ドレスで着飾った義母に異常に欲情してしまって… 背徳の相部屋デカチン母子相姦 芦名ほのか（4月8日、JET映像）
- 顔出しMM号 ザ・マジックミラー 大学生カップル限定NTR企画 巨乳女子大生2人組が初めての青空ぬるぬる二輪車ソープ体験! 彼氏たちの目の前なのに逆3Pハーレム密着マットプレイ! Wオマ○コに生中出し!（4月15日、DEEP'S）
- 旦那の精子は飲まないけれど不倫相手の精子は飲み干す精飲淫乱奥さん 芦名ほのか（5月5日、プラネットプラス/七狗留）
- 旦那とのSEXでは正常位しか経験がなかったのに…義父の変態プレイに調教され続けました。 芦名ほのか（5月9日、人妻花園劇場）
- 推しのコ あざと可愛い地下アイドル 秘密のオフパコ枕営業 中出しOKコスプレSEXイキ狂い4本番（5月9日、赤面女子）※「ほのか」名義
- 屈辱の接待宴会 芦名ほのか（5月20日、グローリークエスト）
- いつでもチ○ポをノーハンドフェラ抜きで精飲する世界（5月20日、DEEP'S）
- 旦那の実家に帰省して義父に犯され続ける妻の哀願相姦 ゆうか・潤・ほのか（5月23日、TMA）
- 巫女さん 中出し縁結び 甘神4名（5月23日、ハラスメント）
- 強●クスリ漬け クソ生意気な巨乳OLを拉致! ODキメセクで白目イラマ漬け涎汗まみれアヘ顔ドM堕ち! 芦名ほの（6月3日、山と空/妄想族）
- 婚活パーティーで出会った初対面の男女マイクロビキニに着替えてもらい密室風呂に入ったらどうなる?（6月3日、ゲッツ!!ボンボン/妄想族）
- 素人バラエティ素人カップルが挑戦する電圧チンチンイライラ棒チ●コが電線に触れると固定バイブ起動! 彼氏の目前でアクメ全開イキ潮噴射が止まらない!（6月12日、サディスティックヴィレッジ）
- 移動販売車の看板娘 【栄養精力満点・お弁当屋さん・綺麗なお姉さん・スイミン●】（6月12日、素人39）
- ホテルPR動画に出演する煌びやかな元同級生巨乳妻 遭遇不倫でお泊り時間をチョメチョメ愉しんでみた!?（6月15日、ロータス）
- 人妻の花びらめくり 芦名ほのか（6月17日、人妻援護会/エマニエル）
- 毎日オナニーする隣のエロい人妻に我慢の限界―。理性が吹き飛び欲情が止まらない濃密エクスタシー性交 芦名ほのか（6月17日、VENUS）
- マジックミラー便 一流百貨店に勤務する清楚で品格漂う美容部員さん 初めての公開ディープキス編 vol.07 顔出し解禁! 7人全員SEXスペシャル! 潤んだ口唇の美容部員さんが舌を激しく絡め合わせる濃厚接吻に思わずオマ○コ本気濡れ! 仕事中にもかかわらずキスまみれのデカチンSEX!!（6月17日、DEEP'S）
- 「お願いです挿れさせて下さい!」 実は童貞だった中年パワハラ部長に立場逆転リベンジ! 女子社員たちはお色気トラップで童貞部長を完全服従!（7月8日、Hunter）
- 飛行機事故を乗り越えて… 恋人を失いトラウマ禁欲で敏感になったカラダを貪り合い、過去を忘れるほどに超快楽に溺れていく濃密CAレズビアン 花里アカリ 芦名ほのか（7月8日、ビビアン）
- 一般男女モニタリングAV 巨乳女子大生さん! タオル一枚男湯でチ○ポ洗ってもらえませんか? 6 男性客のフル勃起チ○ポに囲まれ恥じらいながらもしごいてしゃぶってザーメン抜きまくり! 過激なミッションでオマ○コが火照ってしまいそのまま汗だく中出しSEX! 総発射25発（7月15日、DEEP'S）
- 素人ガチナンパ! 一流百貨店に勤務する清楚で品格漂う美容部員さん! 初めての公開生中出し!! 6人全員ノーカットSEXスペシャル! 上品で綺麗なSSS級美女たちの極上オマ○コに特濃生中出し! 最高のッッ‥イクイクッ!!（8月8日、赤面女子）
- 涙のノンストップ激イカせSEX60 芦名ほのか（8月12日、セレブの友）
- ぐにぐにズボッ! 「あれ? 挿っちゃいました?」 布1ミリの壁を突破! 紙パンツからハミ出た勃起チ○ポを下着に押し当てる小悪魔エステティシャンがいたんです!! 4（8月12日、Hunter）
- ガチナンパ! 弟が大好きすぎる姉VSいつも不機嫌な弟\ 仲直りゲームで欲情大暴走!（神回確定!） Vol.2（8月15日、ピーターズ）
- SEXが大学入試の世界 ～令和8年度 全国統一セックス共通テスト～ 芦名ほのか 前田美波 中城葵 若月もあ 渡辺まりか（8月19日、DEEP'S）
- クラスの女子からは全く相手にされないボクがなぜか年上女性たちからモテまくり! オトナの魅力で迫られヤンチャ尻なWビッ痴女性教員がくい打ち圧迫顔騎で高速種搾りプレス! 芦名ほのか 堀北まゆ（8月21日、FALENO TUBE）
- 「赤ちゃん欲しいけど旦那が…」 妊活希望の人妻ガチナンパ! ノーハンドフェラで童貞大学生から搾精できたら100万円チャレンジ! 若者ち●ぽがふやけるほどしゃぶって興奮してしまった欲求不満妻はそのまま他人精子着床SEX!（8月22日、赤面女子）
- 女性専用アパートの大家兼管理人となったボク! 欲求不満だらけのお姉さんたちは常にボクのチ〇ポを狙って気が付いたらいつの間にかヤリチン中出し生活 2（8月26日、Hunter）

### アダルトVR
- 「そんな声出したら… 奥さん起きはりますよ?」 夫婦旅行先でのまさかの出来事 至近距離で関西弁ささやき誘惑をする魔性の巨乳エステティシャンにボクは負け、妻の隣で不倫SEXしてしまった。 芦名ほのか（3月9日、KMPVR-彩-）
- 【職場でフル勃起ハプニング】 昨夜、妻とやる前に飲んだ勃起薬がずっと効いていて…  生イキ巨乳経理にビンビン見つかり浮気中出し 芦名ほのか（3月27日、こあらVR）
- 終電逃した同じバンドの大好きなGカップ巨乳の女性メンバーが泥酔してドエロ全開で発情し何度も生チ〇ポを求める濃厚中出しセックス 芦名ほのか（4月2日、P-BOX VR）
- 妻の爆乳ママ友は出張マッサージ師 予想以上の生デカパイに健全サービスでハプニング射精 精子臭に欲情した妻友と止まらない大量中出し性交 芦名ほのか（4月29日、こあらVR）
- 肉感Gカップの密着おっぱいプレイで精液カラっぽ骨抜き連射! 脳が悲鳴を上げるまで搾り取る! ドスケベ痴女巨乳風俗 芦名ほのか（5月21日、P-BOX VR）
- 相部屋でドスケベ女上司と一緒の夜 芦名ほのか（7月3日、VRパラダイス）
- 8K 8人 ノーモザ おシャブリ ディルドフェラ 濃厚クチ抜きVR（7月16日、P-BOX VR）
- 美女8人のケツ穴くぱぁ～を近距離ガン見VR 10（8月6日、P-BOX VR）

### アダルト配信作品
- このかちゃん (erk082)（1月26日、素人ホイホイ）
- コノカ 2 (hpt033)（2月22日、素人ホイホイ）
- 先輩のセクハラに濡れちゃう変態巨乳女は今年新卒のトラック配送ドライバーでした。ほのか（2月23日、しろうとまんまん特定班）
- 性格以外パーフェクトな爆乳女ほのか(23)＠ナマイキP活女【チン媚び→セフレ化確定】（3月2日、しろうとまんまん味見）
- N & H (smjh045)（3月21日、素人ムクムク-ハーレム-）
- 鍛える女は感度もちょー抜群! ムチ柔Gカップで新鮮高濃度たんぱく質を膣ナカ摂取12 ほのかちゃん（3月24日、MOON FORCE ラヴ）
- ほのか (srt2049)（4月1日、しろうとがーる2）
- ほのかさん (smjx041)（4月1日、素人ムクムク-X-）
- 【一般常識を凌駕する美尻&美乳の美女と生SEX!】 好きピの為ならと尽くしまくるチョイ変態気質な美女と浮気エッチ! 旅行中で彼女がいない間を計らってめちゃくちゃエッチしまくる激エロSEX3発射!!! あまちゅあハメREC＃ほの＃サロン店員】（4月1日、MOON FORCE 2nd）
- 『ブラから乳首がはみ出る』ほどの爆乳を持つ下着インフルエンサーほのかちゃん!! 人生の全てを美容に捧げた女、乱れます!! 突き出した爆乳爆尻をいじられた瞬間エロスイッチオン!! Gカップ爆乳鷲掴みの乳首舐めで糸引きおマ●コ大洪水!! 思った以上の雑魚マ●コ、クンニと手マンで爆イキのトロネバ愛液大放出!! お返しに人生初のパイズリを捧げてくれる献身的なドM女!! おっぱいマ●コでたくさんご奉仕してもらったお礼に、巨根丸飲みガン突きセックスをお返しします!! 【初撮り】ネットでAV応募→AV体験撮影 2334 ほのか 23歳 インフルエンサー (下着モデル)（4月3日、シロウトTV）
- ほのかさん (smjs118)（4月11日、素人ムクムク-職-）
- マジ軟派、初撮。 2151 きこ 24歳 美容外科受付 【カメラを打ち抜くナイアガラ潮吹き!】S○C?! T○B?! 大手クリニックで一番かわいい24歳美容外科受付嬢! Hカップの爆乳と絶景巨尻! 天然グラマラスボディで男を悩殺する生粋のヤリマンが即潮→即尺→即イキ! 『○○だけでイケる!』『精子は飲む物』と本音激白。止めどなく溢れた潮が大海原を作りナンパの航海へ面舵いっぱい!（4月11日、ナンパTV）
- 赤○島○宮Hちゃん (oremo359)（5月1日、俺の素人-Z-）
- ほのか (orecz106)（5月5日、俺の素人-Z-）
- ホノカ (orecz107)（5月6日、俺の素人-Z-）
- HONOKA (orecz108)（5月7日、俺の素人-Z-）
- ほのかちゃん (orecz109)（5月8日、俺の素人-Z-）
- ほのか (hmdnc812)（5月10日、ハメドリネットワークSecondEdition）
- 家まで送ってイイですか? case.272 小谷さん / 24歳 / 絶対にヌキはない魅惑のエステティシャン 真空イキ! フリーズイキ! エビ反りイキ! 逆エビ反りイキ! 白目イキ! 瞳孔開きっぱなしイキ! ごっくんイキ! 幽体離脱イキ! バブルヘッドイキ! 走馬灯イキ! 記憶喪失! 早漏港区女子! 喜イキ! 怒イキ! 哀イキ! 楽イキ! Gカップ! チンコでお腹ツンツンイキ! 首ギロチンイキ! 8の字イキ! キスだけイキ! とにかくずっとイッている。以上。 ⇒ 坪単価1600万のマンション住み! 六本木ピボット女子 ⇒壮絶家族! 「お母さんの顔なんか二度と見たくない」 ⇒ 向井来登場! (この男のバズりにあやかる)（6月6日、ドキュメンTV）
- Aさん (spay586)（6月3日、素人ペイペイ）
- ほのかさん (refuck160)（6月13日、Re:Fuck）
- ほのか (ewdx541)（6月15日、E★人妻DX）
- ほのか (mach004)（6月24日、街角スナップ）
- ほのか (smuk267)（7月15日、素人ムクムク）
- ほのかさん (orecz202)（8月1日、俺の素人-Z-）
- さき (endx529)（8月6日、E★ナンパDX）
- ほのかちゃん (fuyu171)（8月10日、浮遊僧）
- 彼氏なし・出会いゼロ、27歳歯科衛生士・あやか 奥に秘めていた性欲がイけたことで大爆発 唇の端に微笑を浮かべ、唾を垂らしながら喉奥で責め、アナルを舐め、奉仕と責めの快楽に蕩けていく 女として完全に覚醒した濃密セックス記録 ラグジュTV 1837（8月13日、ラグジュTV）

### デジタル写真集
- 全裸巨乳キャンプ えろキャン（2023年3月7日、小学館、撮影：富田恭透）[12]
- 木漏れ日を浴びながら 芦名ほのか（2025年4月18日、プレステージ出版、撮影：富田恭透）※【グラビア写真集】と【ヌード写真集】の2種類あり。

## 出演

### イベント
- 安達夕莉の区民酒場 ～ラストトークショー～（2024年7月23日、東京・LOFT9 Shibuya）[13]